# Marcin Sztabiński
Marcin Sztabiński (ur. 1976) – polski aktor filmowy i teatralny.

## Życiorys
Absolwent wrocławskiej filii PWST w Krakowie. Zadebiutował 26 kwietnia 1997 roku rolą lokaja Stanisława w Operetce Witolda Gombrowicza na deskach Teatru im. Stefana Jaracza w Olsztynie. Od 2015 występuje w Teatrze Dramatycznym w Warszawie.

## Filmografia
- 2002: Graczykowie, czyli Buła i spóła – Seba, kolega Waldusia Bułkowskiego (odc. 43)
- 2002: Wiedźmin jako Mariusz (odc. 10)
- 2003: Glina (odc. 3) – postrzelony mężczyzna (w napisach imię Mariusz)
- 2003: Kasia i Tomek – konik w urzędzie (odc. 5 II serii), złodziej w sklepie osiedlowym (odc. 8 II serii), dostawca z pizzą (odc. 5 III serii), klient (odc. 20 III serii)
- 2004–2006: Bulionerzy – „Jeżu”, kolega Olka (odc. 1 Losowanie, odc. 19 Blokoturystyka, odc. 30 Etat, odc. 42 Stały związek, odc. 44 Wolny strzelec, odc. 47 Menago, odc. 59 Gwiazdy)
- 2004: Oficer – Sławomir Nejman „Mamaj” (odc. 1 Zaręczyny, odc. 6 Odwet)
- 2004: Stacyjka – geodeta Andrzej Pociej (odc. 12 Milczenie krów)
- 2004: Sublokatorzy – ksiądz Wojtek
- 2005: Boża podszewka II – chłopak w Juryszkach (odc. 11)
- 2005: Jestem – „Chudy”
- 2005: Na dobre i na złe – Paweł, złodziej samochodu (odc. 225 Porwanie)
- 2005–2006: Okazja – ksiądz Wojciech Szwarc
- 2005: Wiedźmy – „Benek” (odc. 10 Złodzieje samochodów)
- 2006: Dylematu 5 – Mariusz
- 2006: Fala zbrodni – Jarosław Kowalik, brat Leszka Białka (odc. 53 Bibliofile)
- 2007: Królowie śródmieścia – „Colargol”
- 2006: Magiczne drzewo – nauczyciel (odc. 6 Połykacze książek)
- 2006: Oficerowie – Sławomir Nejman „Mamaj” (odc. 2 Druga strona lustra, odc. 3 Wypożyczalnia ludzi)
- 2006: Rodzina zastępcza – Klarzyna, awangardowy reżyser teatralny (odc. 227 Spektakle i akademie)
- 2006: U fryzjera – żandarm (odc. 8 Maskotka)
- 2007: Faceci do wzięcia – Tolek Łapiński (odc. 28 Zły glina)
- 2007: Odwróceni – „Zyguś” (odc. 2, 6, 10)
- 2008: Kryminalni – „Świerszczu” (odc. 92 Dzieciaki)
- 2010–2020: Blondynka – Sylwek Palimąka "Kizior"
- 2010: Hel – barman
- 2010: Ratownicy – „Klod” (odc. 10 i 11)
- 2010: Projekt dziecko, czyli ojciec potrzebny od zaraz – Marek
- 2010: Kołysanka – operator kamery TVP
- 2010: Chichot losu – policjant (odc. 1 i 2)
- 2011: Listy do M. – samobójca
- 2011: Hotel 52 – ksiądz (odc. 33)
- 2011: Ojciec Mateusz – posterunkowy Roman Walczak
- 2012: Czas honoru – żołnierz radziecki (odc. 55)
- 2013: Barwy szczęścia – Jeremi (odc. 950)
- 2014: M jak miłość – Darek (gościnnie)
- 2014: Wkręceni – strażak
- od 2015: Pierwsza miłość – Sylwester Kulas
- 2021: Bracia – Małek, ojciec Staszka i Janka[3]
- 2022: Marzec ’68 jako dozorca
- 2024: Kulej. Dwie strony medalu jako trener Nowak